# Gourretia laresi
Gourretia laresi is een tienpotigensoort uit de familie van de Callianassidae. De wetenschappelijke naam van de soort is voor het eerst geldig gepubliceerd in 1994 door Blanco-Rambla & Linero-Arana.